# Вачеевка
Вачеевка — деревня в Ельниковском районе Мордовии. Входит в состав Большемордовско-Пошатского сельского поселения.

## История
Впервые упоминается в 1612 году. В «Списке населённых мест Пензенской губернии за 1869» Вачеево казенное село из 21 двора Краснослободского уезда.

## Население
| 2002 | 2010 |
| ---- | ---- |
| 75   | ↘62  |

Национальный состав
Согласно результатам Всероссийской переписи населения 2002 года, в национальной структуре населения татары составляли 95 %.